# 1993 في المجر
فيما يلي قوائم الأحداث التي وقعت خلال عام 1993 في المجر.

## رياضة
- 15 أغسطس – جائزة المجر الكبرى 1993 الفائز دامون هيل.

## مواليد

### يناير
- 17 يناير – آدم لانغ لاعب كرة قدم مجري.

### مارس
- 13 مارس – ريتشارد بودو لاعب كرة يد مجري.

### مايو
- 5 مايو – روسكو ألين
- 10 مايو – تيميا بابوش لاعبة كرة مضرب مجرية.

### أكتوبر
- 2 أكتوبر – بيندجوز بوكا لاعب كرة يد مجري.
- 8 أكتوبر – بربارا بالفن

### ديسمبر
- 12 ديسمبر – سيمونتا بلانيتا لاعبة كرة يد مجرية.

## وفيات

### يونيو
- 15 يونيو – بيلا شاروشي (مواليد 1919) لاعب كرة قدم مجري.
- 20 يونيو – غيورغي شاروشي (مواليد 1912) لاعب كرة قدم مجري.